# Pseudosieversia europaea
Pseudosieversia europaea là một loài bọ cánh cứng trong họ Cerambycidae.